# Langdysse im Enemærket
Der Langdysse im Enemærket liegt im Wald Enemærke südöstlich von Diernæs, nordöstlich von Katterød und Åstrup, auf der dänischen Insel Fünen. Er stammt aus der Jungsteinzeit etwa 3500 bis 2800 v. Chr. und ist eine Megalithanlage der Trichterbecherkultur (TBK) mit zwei Kammern.
Die etwa 0,7 × 1,5 m messende freistehende Kammer des Nordost-Südwest orientierten Rechteckdolmens mit verschobenem Deckstein besteht aus fünf Tragsteinen und einem niedrigen Schwellenstein im Südwesten. Auf der Oberseite des schräg aufliegenden Decksteins befinden sich etwa ein Dutzend Schälchen. Vom etwa 11,0 m langen Hügel und seiner Einfassung sind nur Reste erhalten.
Etwa acht Meter entfernt liegt der zweite Dolmen mit einer gleichartigen Kammer. Sie ist 1,5 m lang und 0,8 m breit. Es gibt einen Schwellenstein, während er Deckstein der Kammer fehlt.